# Parafia św. Jacka w Pogorzeliskach
Parafia św. Jacka w Pogorzeliskach – parafia rzymskokatolicka w dekanacie Chocianów w diecezji legnickiej. Obsługiwana przez księży salezjanów. Erygowana w 1985.